# Чистыми руками
«Чистыми руками» (рум. Cu mâinile curate, в международном прокате — «With Clean Hands») — детективный фильм режиссёра Серджиу Николаеску, снятый по заказу Министерства внутренних дел Румынии. Премьера фильма состоялась 30 октября 1972 года, зрительская аудитория в Румынии превысила 7 млн зрителей. В мировой прокат, в том числе в СССР, картина вышла в 1974 году. Фильм входит в цикл о комиссарах румынской полиции Романе и Микловане.

## Сюжет
Действие разворачивается в апреле 1945 года в послевоенной Румынии. В условиях всеобщей разрухи и бедности только немногие могут позволить себе жить в роскоши. Разгул преступности достигает огромного размаха. Распоясавшиеся бандиты среди бела дня нападают на ювелиров и инкассаторов, используя автоматическое оружие и даже бронетехнику, оставленную отступающими фашистами. Оголодавшие горожане готовы поддержать любого, кто предоставит им одежду и еду. Коммунисты, массово конфискующие имущество под предлогом национализации, выглядят также не в лучшем свете.
Во время несостоявшейся встречи с информатором, после долгой перестрелки и погони, под колёсами локомотива гибнет комиссар полиции Бухареста. Не так давно выписавшийся из госпиталя фронтовик Михай Роман получает приказ от председателя местного комитета коммунистической партии Румынии прибыть в префектуру Бухареста и принять командование объединёнными полицейскими силами города. На попытки отказа Романа, который заявляет, что ничего не смыслит в уголовном сыске и вообще в борьбе с преступностью, его коллега по партии категорично парирует тем, что это фактически второй фронт, фронт борьбы с бандитизмом.
В комиссариате Роман, который до войны долгое время находился в тюрьмах антикоммунистических властей, встречает своего прежнего истязателя Штефана Патулю. Бывший сотрудник префектуры, который четверо суток подряд избивал Романа просто так, для проформы, теперь, по иронии судьбы, оказался его подчинённым. По словам Романа, он не держит зла на Патулю, считая что тот тоже исполнял свой долг, но и прощать эти зверства не намерен. Приведя Романа на стрельбище, Патуля знакомит его с руководителем бригады префектуры Бухареста по борьбе с грабителями Тудором Миклованом. Миклован и Патуля как раз заключили пари, какое ручное оружие скорострельнее, револьвер «Смит-Вессон» 10-й модели в руках Миклована или полицейский пистолет «Вальтер» в руках Патули. В итоге Миклован проигрывает Патуле 0,2 секунды и предлагает новому шефу полиции Роману поупражняться в стрельбе. Стреляя с десяти метров, Роман не попадает в мишень и сходу сбивает сигнальное табло…
Комиссар Михай Роман и назначенный к нему помощником Тудор Миклован вступают в бой с преступностью. Однако Роман, который имеет за плечами фронтовой опыт и в полицию попал недавно, является сторонником правовых методов в работе. Миклован, который уже много лет служит в полиции, не имеет боевого опыта, но опыта оперативной работы ему не занимать. Он знает всех преступников Бухареста в лицо и поимённо, вплоть до мельчайших деталей их биографий. Эти и прочие различия в итоге доводят их до драки прямо в кабинете в полицейском управлении после того, как Миклован уничтожил преступника Бучурлигу, руками своего непосредственного начальника Романа (тот застрелил Бучурлигу, увидев пистолет в его руке, но не зная, что он предусмотрительно разряжен Миклованом, чего не знал и сам покойный Бучурлиге). После драки они вновь объединяются к борьбе против общего врага — преступности.

## В ролях
- Иларион Чобану — Михай Роман, новый комиссар полиции Бухареста
- Серджиу Николаеску — Тудор Миклован, руководитель бригады префектуры по борьбе с грабителями
- Александру Добреску[рум.] — Штефан Патуля, коррумпированный сотрудник префектуры
- Себастьян Папаяни  — Оаркэ, мелкий вор-карманник, помогающий полиции
- Нита Анастасе — Алекса, личный водитель Романа
- Джордже Константин[рум.] — Семака, антиквар, негласный лидер преступного мира
- Штефан Михайлеску-Брайля[рум.] — Бучурлиге, безжалостный убийца и грабитель, главный конкурент Семаки
- Штелиан Кременчич — Скорцея, лидер румынско-фашистских недобитков
- Жан Лорин Флореску[рум.] — Плеарке, безмозглый убийца, один из боссов преступного мира
- Корнелиу Гирбеа — Бурдужел, авантюрист, один из боссов преступного мира
- Георге Диникэ — Ласкарике, владелец похоронного бюро, психопатический убийца
- Мирча Паску — Паску, мелкий жулик, подручный Бучурлиги
- Флорин Скарлатеску — Лемберг, владелец ювелирного магазина, поставщик румынского королевского двора
- Эманоил Петруц, коммунистический активист